# William Bascom
William R. Bascom, född 23 maj 1912 i Princeton, Illinois, död 11 september 1981, var en amerikansk folklorist, antropolog och museiman.  
Bascom studerade till filosofie kandidat vid University of Wisconsin–Madison och blev filosofie doktor i antropologi vid Northwestern University under Melville J. Herskovits 1939. Han undervisade vid Northwestern, Cambridge University och University of California, Berkeley, där han även var chef för Phoebe A. Hearst Museum of Anthropology 1957-1979.   Under andra världskriget gick han med i Office of Strategic Services och gav tillsammans med Ralph Bunche ut en osignerad bok, A Pocket Guide to West Africa, 1943.
Han var specialist på västafrikansk konst och kultur samt den afrikanska diasporan, särskilt yoruba i Nigeria. Flera av hans artiklar om folkloristik används i undervisning i folklore.

## Folklorens fyra funktioner
I en artikel från 1954 argumenterade han för att folkloren hade fyra funktioner: 
- Folklore är en säkerhetsventil
- Folklore legitimerar kulturens ritualer och institutioner
- Folklore är pedagogiskt
- Folklore utövar social kontroll